# Fimbristylis villosissima
Fimbristylis villosissima är en halvgräsart som beskrevs av Ernst Gottlieb von Steudel. Fimbristylis villosissima ingår i släktet Fimbristylis och familjen halvgräs. Inga underarter finns listade i Catalogue of Life.